# PvdA-partijleiderverkiezing 2002
Tussen 6 en 12 november 2002 hield de Partij van de Arbeid een intern referendum over het lijsttrekkerschap van de partij bij de Tweede Kamerverkiezingen van 2003.
De aanleiding van het referendum was het aftreden van Ad Melkert als leider van de PvdA na de voor de partij dramatisch verlopen Tweede Kamerverkiezingen van 2002. De PvdA-fractie had ad interim Jeltje van Nieuwenhoven benoemd als fractieleider. Een nieuwe partijleider moest echter, volgens de hervormingen van partijvoorzitter Ruud Koole, door alle leden van de partij worden gekozen, niet slechts door de fractie of het partijcongres.
60.000 Leden waren gerichtigd om te kiezen uit vier kandidaten. Gelijktijdig werd ook de lijsttrekker voor de Eerste Kamerverkiezingen van 2003 en de lijsttrekkers in de verkiezingen van de Provinciale Staten gekozen. Leden konden stemmen per mail en telefoon.
De vier kandidaten waren:
- Wouter Bos, voormalig staatssecretaris van Financiën, die daarvoor werkte bij de Shell.
- Jeltje van Nieuwenhoven, voormalig Tweede Kamervoorzitter, die daarvoor jarenlang parlementariër was.
- Klaas de Vries, voormalig Minister van Binnenlandse Zaken en Koninkrijksrelaties en Sociale Zaken en Werkgelegenheid. Daarvoor was De Vries onder andere voorzitter van de Sociaal-Economische Raad.
- Professor Jouke de Vries, professor bestuurskunde aan de Universiteit Leiden.

De eerste drie kandidaten waren op dat moment lid van de Tweede Kamer, Jouke de Vries echter niet.
Bos kondigde als eerste zijn kandidatuur aan, net na het aftreden van het Kabinet-Balkenende I. Op 29 september kondigde Klaas de Vries zijn kandidatuur aan omdat volgens hem een referendum met maar één kandidaat een lege huls zou zijn. Op 22 oktober kondigde ad interim leider Van Nieuwenhoven haar kandidatuur aan.
Wouter Bos won de verkiezingen met een ruime marge: hij haalde 60 procent van de stemmen, terwijl Van Nieuwenhoven maar 30 procent haalde. 54 procent van de partijleden stemde.
Bij de verkiezingen van 2003 verdubbelde de PvdA onder Wouter Bos haar aantal zetels bijna: van 23 zetels naar 42.
| Kandidaat               | Stemmen | %      |
| ----------------------- | ------- | ------ |
| Wouter Bos              | 19.303  | 60,56% |
| Jeltje van Nieuwenhoven | 10.129  | 31,78% |
| Klaas de Vries          | 1508    | 4,73%  |
| Jouke de Vries          | 935     | 2,93%  |
| Totaal                  | 31.875  | 100%   |